# Syllimnophora latifrons
Syllimnophora latifrons är en tvåvingeart som beskrevs av Malloch 1934. Syllimnophora latifrons ingår i släktet Syllimnophora och familjen husflugor. Inga underarter finns listade i Catalogue of Life.